# Pourquoi pas moi ?
Cet article possède un paronyme, voir Pourquoi pas moi !.
Pour plus de détails, voir Fiche technique et Distribution.
Pourquoi pas moi ? est un film français écrit et réalisé par Stéphane Giusti, sorti en 1998.

## Synopsis
Camille est la fondatrice, avec ses amis Nico et Eva, d’une maison d’édition spécialisée dans le manga et la science-fiction, à Barcelone. Elle vit depuis plus de trois ans avec Ariane, une étudiante de bonne famille sur-diplômée qui n’a pas su encore choisir sa vocation professionnelle. Nico et Eva sont célibataires et homosexuels, ont des aventures chacun de leur côté tout en habitant ensemble et jouant la comédie du couple sur le point de se marier pour les parents d’Eva.
Camille, exaspérée par cette situation qui n’a que trop duré, a l’idée, avec sa mère Josépha — une bourgeoise fantasque — de proposer un week-end dans la belle demeure familiale, réunissant tous les parents, afin de faire un coming-out collectif et libérateur. Malgré les réticences de chacune et chacun, le week-end est finalement organisé.
Les parents arrivent peu à peu. D’abord, Sara Manuel, la mère de Nico, une grande dame de la chanson, paranoïaque à l’idée d’être épiée par des paparazzi. Ensuite, les parents d'Eva : José Bailén « el Rubio », célèbre torero récemment retraité, et Malou, sa mère, un peu naïve. Lili, la secrétaire de la maison d’édition, bien qu’hétérosexuelle, participe également au week-end avec ses parents, Diane et Tony, chanteurs de bal un peu ringards, seulement pour observer leurs réactions. Enfin, les parents d’Ariane, Alain, professeur de biologie très rigide, et Irène, femme d’affaires indépendante avec un caractère dominateur, arrivent les derniers.
Les parents sont d’abord sur leurs gardes, voire perplexes, ne comprenant pas pourquoi leurs enfants ont voulu les réunir. Ils sont en outre surpris de se découvrir mutuellement entre célébrités. Sara est la plus irritée et s’enferme dans sa chambre, ne voulant pas voir tous ces gens et en particulier, Diane et Tony. Elle se dispute avec son fils à ce sujet. Il en profite pour lui annoncer qu’il est homosexuel et sort de la chambre, visiblement libéré d’un poids.
Au salon, José et Malou reconnaissent Diane et Tony, qu’ils avaient écoutés l’été précédent dans un bal populaire, lorsqu’ils jouaient la chanson du jour de leur rencontre. Ils leur demandent de la chanter pour tout le monde. Diane chante alors « Abrázame » — titre de Julio Iglesias — et, au milieu de la chanson, Sara Manuel intervient et transforme la chanson en duo. Il se révèle alors qu’elles se connaissent très bien puisqu’elles ont débuté leurs carrières artistiques ensemble, avant que Sara ne parte tenter sa chance en Italie et devienne une grande vedette. Diane n’en avait jamais parlé à Tony.
Le repas va bientôt avoir lieu. Eva et Ariane sont très stressées et décident de boire pour se donner du courage. Josépha prend la parole avec Camille et explique aux autres parents dans quelles conditions sa fille lui a expliqué son homosexualité et comment elle l’a acceptée et la soutient depuis. Ariane prend la suite et annonce à ses parents qu’elle vit avec Camille et qu’elle l’aime depuis trois ans. Lili intervient : « Moi aussi je suis lesbienne », Nico annonce qu’il est également gay et enfin, Eva. Son père réagit violemment et sa mère se met à pleurer. Le père d’Ariane exige de partir sur le champ. Ariane et Eva quittent la table.
Les parents de Lili sont plus ouverts aux diversités, se proclamant de gauche et amateurs de reggae et du Che. Sara Manuel se dit fière de ce que viennent de faire leurs enfants. Elle regarde Diane afin d’avoir son approbation et apprend aux autres parents que, jeunes, Diane et elle étaient ensemble, ont vécu un amour intense avant que les parents de Diane ne les séparent. Tony est sous le choc et Lili aussi (elle regrette un peu d’avoir participé à ce coming-out). Bien qu’elle dise que son coming-out était faux et qu’elle aime les hommes, son père reste abasourdi d'apprendre un important aspect inconnu de sa conjointe et amie de scène.
Ne supportant plus la tension, Eva, Lili, Nico et Ariane décident de partir en ville pour aller danser. Ariane en profite même pour rompre avec Camille : elle se sent libérée d’un poids et lui dit que c’était elle qui l’empêchait d’avancer. Camille accuse le coup. Ariane monte dans la voiture avec Eva et les autres, mais ils sont rejoints in extremis par Irène, sa mère, qui veut sortir avec elle afin de mieux la comprendre.
Dans la discothèque, Irène se fait draguer par une jeune femme, qui lui offre un verre et l’embrasse. Irène est un peu perturbée, mais embrasse affectueusement sa fille. Eva, de son côté, rencontre à nouveau Tina, une dessinatrice de manga dont elle était tombée amoureuse depuis le début du film, mais avec qui elle n’arrive pas à communiquer. Finalement, sur la plage, Tina vient à sa rencontre et parle enfin ouvertement avec elle. Elles s’embrassent et fixent certaines limites de leur relation.
Irène, Eva et Tina reviennent à la maison de campagne. Les parents restants font le point, s’ouvrent petit à petit à Josépha et essaient de comprendre. Tous y arrivent, sauf Alain à la personnalité rigide. Sa femme décide de le quitter devant tant d'incompréhension et va dormir avec Josépha, leur hôtesse. Sara et Diane redeviennent amoureuses comme autrefois, et décident de vivre ensemble. Diane s’ouvre à Tony qui parvient à la comprendre, ou du moins, joue à celui qui comprend. Camille, elle, alertée par Tina qui lui dit qu’Ariane était en train de se faire draguer par la barmaid de la discothèque, prend la voiture et descend en ville la chercher. Elles se disputent puis se réconcilient tendrement.
Le lendemain, les parents repartent chacun de leur côté et le film s’achève par une scène dans laquelle Nico, dans son club de football, décide de déclarer sa flamme à Manuel, un nouvel arrivant de son équipe et dont il est tombé amoureux. Il sort du vestiaire et se retrouve sur le terrain illuminé de centaines de bougies. Une réplique à taille humaine du petit autel à la Vierge Marie qu’il a dans sa chambre et où il faisait brûler des cierges pour voir son vœu enfin exaucé, descend du ciel avec Manuel au pied de la Vierge qui, elle, chante le titre « Crazy » de Patsy Cline. Tous les autres personnages du film sont sur le bord du terrain et observent la scène avec sérénité. Manuel descend et embrasse Nico tandis que la caméra s’élève. Le film se termine sur la chanson « It's Oh So Quiet » de Betty Hutton.

## Analyse

### Barcelone
L’action se déroule à Barcelone, même si cela n'est jamais mentionné dans le film dont l’environnement est totalement francophone. On reconnaît la ville dans plusieurs plans extérieurs : avenue Diagonal, vue aérienne nocturne depuis le Tibidabo sur le vélodrome d'Horta, quartier du Born, etc.
Quelques références à l’Espagne sont faites dans le film : le personnage de Johnny Hallyday est torero, la chanson de Diane et Sara Manuel est en espagnol (ainsi qu’en italien), Eva dit qu’elle souhaite se soûler et Tina la récupère « borracha » (soûle, en espagnol) dans le caniveau.
Toutefois, ces références à l’Espagne ne sont pas confirmées par les dialogues, tous les personnages s’exprimant en français, ni par certains détails (plaques d’immatriculation françaises en particulier). Cette imprécision participe globalement à l’atmosphère onirique du film et à son climat particulier.

### Ambiance et caractérisation
Le film est très coloré et les décors sont fournis. On peut même noter un recours volontaire au kitsch, rappelant çà et là le style de Pedro Almodóvar dans la décoration de l’appartement d’Eva et Nico, les tenues Castelbajac de Malou, le confident aux loukoums d’Irène dans sa scène de présentation, etc. 

### Cadrages et effets
Le réalisateur joue avec certains mouvements de caméra et placements de personnages originaux. Lors de scènes clé (chanson Diane / Sara, repas, rupture Ariane / Camille, etc.), les personnages sortent du cadre d’un côté et resurgissent comme par magie d’un autre côté où on ne les attendait pas. Une scène originale est aussi celle où la proposition d’organiser le repas coming-out est lancée : chacun réagit aux propos des autres et lance ses répliques depuis un lieu différent (Nico au football, Eva dans une discothèque, Camille et Ariane dans leur appartement, Lili depuis son bureau), dans une scène où, en théorie, tout le monde dialogue dans la même pièce.
Ces effets renforcent le caractère onirique du film, le comble étant atteint lors de la scène finale (autel soucoupe volante décoré de façon kitsch avec une Vierge qui chante, descendant sur stade éclairé par des centaines de bougies).

## Fiche technique
- Titre : Pourquoi pas moi ?
- Réalisation : Stéphane Giusti
- Scénario : Stéphane Giusti
- Production : Caroline Adrian, Denis Carot, Julio Fernández, Marie Masmonteil et Antonio P. Pérez
- Genre : comédie
- Durée : 95 minutes
- Date de sortie :
  - France : 18 novembre 1998[1]

## Distribution
- Amira Casar : Camille Degère
- Julie Gayet : Eva
- Bruno Putzulu : Nico
- Alexandra London : Ariane
- Carmen Chaplin : Lili
- Johnny Hallyday : José
- Marie-France Pisier : Irene
- Brigitte Roüan : Josepha Degère
- Assumpta Serna : Diane
- Elli Medeiros : Malou
- Vittoria Scognamiglio : Sara Manuel
- Jean-Claude Dauphin : Alain
- Joan Crosas : Tony
- Montse Mostaza : Tina
- Marta Gil : Clara
- Edith Fambuena : Lola
- Amel Djemel : La vierge
- Adrià Collado : Manuel